# Memorandum di Wye River
Il memorandum di Wye River è stato un accordo negoziato tra Israele e l'Autorità Nazionale Palestinese (ANP) per l'attuazione del precedente accordo ad interim del 28 settembre 1995.

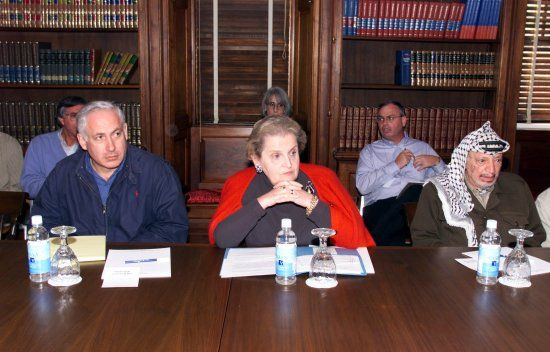
Il primo ministro israeliano Benjamin Netanyahu con il segretario di Stato degli USA Madeleine Albright, ed il presidente dell'ANP Yasser Arafat alla firma del trattato nell'ottobre del 1998

## Storia
Mediato da parte degli Stati Uniti presso l'Aspen Institute di Wye Plantation, vicino al Wye River, Maryland, è stato firmato il 23 ottobre 1998.

L'accordo è stato firmato da Benjamin Netanyahu e dal presidente dell'OLP Yasser Arafat alla Casa Bianca, con il presidente Clinton che svolse un ruolo fondamentale come testimone. Il 17 novembre 1998, i 120 membri del parlamento israeliano, la Knesset, approvarono il Memorandum di Wye River con un voto di 75-19.
Con lo scoppio della Seconda Intifada nel settembre 2000 ed i conseguenti contro-attacchi da parte delle forze di difesa israeliane (IDF), le intese di Wye River e i loro obiettivi rimasero lettera morta.